# Arnette
Die Arnette (im Oberlauf: Rec du Cuin) ist ein Fluss in Frankreich, der in der Region Okzitanien verläuft. Sie entspringt in den Montagne Noire, an der Südwestflanke des Pic de Nore (1211 m), im Gemeindegebiet von Pradelles-Cabardès, entwässert zunächst in südwestlicher Richtung, schwenkt dann auf Nordwest, durchquert den Regionalen Naturpark Haut-Languedoc und mündet nach insgesamt rund 26 Kilometern am Stadtrand von Mazamet als linker Nebenfluss in den Thoré. Auf ihrem Weg berührt die Arnette die Départements Aude und Tarn.

## Orte am Fluss
- Pradelles-Cabardès
- Mazamet